# John Payne (mártir)
John Payne (Peterborough, Reino Unido; 1532-Chelmsford, Reino Unido; 1582) fue un sacerdote y mártir católico inglés, uno de los cuarenta mártires católicos de Inglaterra y Gales.

## Trasfondo
John Payne nació en Peterborough en 1532. Probablemente era un hombre maduro cuando fue al English College de Douai en 1574, se desempeñó como ecónomo y fue ordenado sacerdote por el arzobispo de Cambrai el 7 de abril de 1576.

## Ministerio
Poco después, el 24 de abril de 1576, partió hacia la misión inglesa en compañía de otro sacerdote, Cuthbert Mayne. Mientras Mayne se dirigía a su natal sudoeste de Inglaterra, Payne residía en su mayor parte con Anne, viuda de Sir William Petre e hija de Sir William Browne, en algún momento alcalde de la ciudad de Londres, en Ingatestone, Essex, en cuya casa estaba  un "agujero de sacerdote", pero también en Londres. El misionero pasó como mayordomo de Lady Petre. Poco después de su llegada se convirtió (o se volvió a convertir) al catolicismo George Godsalve o Godsalf, de la diócesis de Bath, un hombre que había obtenido el B.A. en Oxford y había sido ordenado diácono en el reinado de la católica reina María, pero que luego se había convertido en protestante.  Payne envió a Godsalf a Douai, donde llegó el 15 de julio de 1576 para prepararse para el sacerdocio católico, que iba a recibir en Cambrai el 22 de diciembre. El propio Payne fue arrestado en Ingatestone y encarcelado a principios de 1577, pero pronto fue liberado y regresó a Douai en noviembre. De allí probablemente regresó a Ingatestone antes de la Navidad de 1579.

## Arresto
A principios de julio de 1581, él y Godsalf, que habían llegado a Inglaterra en junio de 1577, fueron arrestados en Warwickshire mientras se encontraban en la finca de Lady Petre (viuda de William Petre), gracias a los esfuerzos del informador George "Judas" Eliot (un  criminal, asesino, violador y ladrón, que hizo carrera denunciando a católicos y sacerdotes por generosidad). Después de ser examinados por Walsingham en Greenwich, fueron enviados a la Torre de Londres el 14 de julio. Godsalf no se rindió, pero pasó varios años en prisión, después de lo cual fue liberado de Marshalsea en septiembre de 1585 y desterrado, muriendo en París en 1592.
Eliot se había asegurado un puesto en la casa Petre donde luego procedió a malversar sumas de dinero. Atrajo a una joven de la casa Roper y luego apeló al padre Payne para que los casara; ante su negativa decidió vengarse y obtener ganancias también.
En cuanto a Payne, una captura más importante, fue atormentado por orden del Consejo el 14 de agosto y nuevamente el 31 de octubre. El 20 de marzo de 1581/2 fue despertado abruptamente, sacado de su celda a medio vestir y entregado por el Teniente de la Torre, Sir Owen Hopton (c. 1524-1591) de Cockfield Hall en Suffolk a los oficiales que lo esperaban para llevarlo a la cárcel de Chelmsford, no se le permitió regresar a la celda para recuperar su bolso, que fue robado por la esposa del teniente, Anne Echyngham.

## Prueba
Payne fue acusado en Chelmsford el 22 de marzo de traición por conspirar para asesinar a la reina y sus principales oficiales e instalar a María, la reina de Escocia, en el trono. Payne negó los cargos y afirmó su lealtad a la reina en todo lo que era legal (es decir, no contrario a su catolicismo o lealtad al Papa), cuestionando la confiabilidad del asesino Eliot. No se hizo ningún intento por corroborar la historia de Eliot, que ya había sido ensayada en gran parte en el juicio de Edmund Campion el 20 de noviembre de 1581.  El veredicto de culpabilidad fue una conclusión inevitable.

## Ejecución
En su ejecución en la mañana del lunes 2 de abril (nueve meses después de su encarcelamiento), fue arrastrado desde la prisión sobre un obstáculo hasta el lugar de ejecución y primero oró de rodillas durante casi media hora y luego besó el cadalso, una profesión de fe y declaró su inocencia.  Se habían enviado refuerzos desde Londres para ayudar a que la ejecución se desarrollara sin problemas.  Lord Rich le pidió que se arrepintiera de su traición, que Payne volvió a negar.  Un ministro protestante gritó entonces que años atrás el hermano de Payne le había admitido la traición de Payne.  Payne dijo que su hermano era y siempre había sido un ferviente protestante, pero que aun así nunca juraría tal cosa.  Para corroborar esto, Payne pidió que trajeran al hermano, que estaba en la localidad, pero no lo encontraron a tiempo y la ejecución prosiguió y Payne finalmente fue bajado de la escalera. Las intenciones del gobierno de una ejecución sin problemas con un mínimo de incidencias y el máximo valor de propaganda habían fracasado; de hecho, la multitud se había vuelto tan comprensiva con Payne que se colgaron de sus pies para acelerar su muerte y evitar que se le aplicara el descuartizado hasta que muriera. Mientras tanto, el verdugo, Simon Bull, fue reprendido por vacilar sobre el descuartizamiento en caso de que Payne se reanimara y sufriera más.

## Beatificación y canonización
John Payne fue uno del grupo de mártires católicos prominentes de la persecución que luego fueron designados como los Cuarenta Mártires de Inglaterra y Gales.  Fue beatificado "equitativamente" por el Papa León XIII, mediante un decreto del 29 de diciembre de 1886 y fue canonizado junto con los demás Mártires de Inglaterra y Gales por el Papa Pablo VI el 25 de octubre de 1970.

## Escuelas e iglesias
Una escuela secundaria católica en el centro de la ciudad de Chelmsford (hacia Broomfield) ahora lleva su nombre.  El nombre de la escuela es Saint John Payne Catholic School.
La Iglesia de St John Payne se encuentra en la finca Greenstead de Colchester.  Fundada en 1972, la parroquia de Greenstead, Ardleigh y Mistley sirve a la comunidad en la frontera de Essex-Suffolk, siendo St John Payne la iglesia parroquial.